# Пасош СФР Југославије
Пасош СФР Југославије је био важећа међународна путна исправа за држављане Социјалистичке Федеративне Републике Југославије и користио се у међународним путовањима. Пасош социјалистичке Југославије описан је као високо цењен на међународном нивоу. Сходно томе, многи држављани СФРЈ могли су да имигрирају у западне државе током "хладног рата" и имали су могућност да пронађу посао у западноевропским фирмама. Такође, овај пасош је описан као "један од најпогоднијих у свету", зато што је био један од ретких пасоша са којима су држављани СФР Југославије могли путовати слободно и на исток и на запад "током хладног рата".
У југословенском федералном систему, свака република је имала свој регистар грађана, и издавала је донекле различит исписан пасош. Посебно, југословенски пасоши издати у СР Македонији били су исписани на македонском и француском језику, а не на српскохрватском језику; пасоши издати у СР Словенији били су исписани на словеначком и француском; пасоши издати у САП Косову били су исписани на српском, албанском и француском језику.